# Baszarab Anna bolgár cárné
Baszarab Anna (1341 körül – 1369 után) vagy Anna Szláva, bolgárul: Анна Басараб vagy Анна Слава, havasalföldi úrnő, bolgár cárné. A Basarab-ház tagja.

## Élete
Miklós Sándor havasalföldi vajdának és második feleségének, Dobokai Klárának volt a lánya. Elsőfokú unokatestvéréhez, Iván Szracimir (vidini) bolgár cárhoz ment feleségül, aki apai nagynénjének, Baszarab Teodórának, I. Baszarab János havasalföldi vajda lányának és Iván Sándor bolgár cárnak volt a fia. A házasságkötés 1352 és 1355/56 között jött létre. Még a házasságkötésük előtt apósa 1352/53-ban felosztotta országát a fiai között. Iván Szracimirnak Vidint jelölte ki. Iván Szracimir a legkisebb fiú volt apja első házasságából, de két bátyja halála után ő lett az elsőszülött fiú 1354/55-ben. Idősebb bátyja, Mihály Aszen (1321/23–1354/55) az oszmánok elleni harcban esett el. 1365 tavaszán I. Lajos magyar király hadjáratot vezetett Iván Szracimir ellen, elfoglalta a székhelyét, Vidint, melyet Bodonyi Bánság néven a magyar koronához csatolt, felvette a bolgár király címet, és Iván Szracimirt és családját túszként birodalmába küldte. A horvátországi Gumnik várába, a Csázma melletti Bosiljevo környékére száműzte a bolgár cárt és cárnét, ahol uralkodói rangjukhoz méltó ellátásban részesültek. I. (Nagy) Lajos egyik 1369. augusztus 29-én kelt leveléből derül fény arra, hogy a bolgár uralkodópárnak ekkoriban két lánya volt, akik közül csak az egyik ismert név szerint, és e levélben Dorottyának nevezik. Ugyanekkor 1369-ben I. Lajos hűségeskü ellenében hűbérként visszaadta Iván Szracimirnak a Vidini Királyságot, a cári pár lányait azonban a magyar királyi udvarban Piast Erzsébet anyakirályné felügyelete alá helyezte, majd pedig Dorottya bolgár hercegnőt 1374/76 körül összeházasította második feleségének, Kotromanić Erzsébetnek az unokatestvérével, Tvrtko (István) bosnyák bánnal, aki 1377-től felvette a Bosznia királya címet. Annak ellenére, hogy lánya, Dorottya bosnyák királyné lett, a veje, I. Tvrtko (István) többször is harcba keveredett Anna cárné férjével, Iván Szracimirrel.

## Gyermekei
- Férjétől, Iván Szracimir (1328 körül–1398 után) bolgár cártól, 3 gyermek:
  - Dorottya (Doroszláva) (1355 körül–1382/1390 előtt), férje I. Tvrtko (1339 körül–1391) bosnyák király, 1 fiú: (?)
    - Trtko (1382 előtt–1443), 1404-től II. Tvrtko néven bosnyák király

  - N. (leány) (?–1369 után)
  - Konstantin (1369 után–1422), II. Konstantin néven ifjabb cár, illetve apja halála után névleges uralkodó, esetleges házassága nem ismert